# جي-مان (مصطلح عامي)

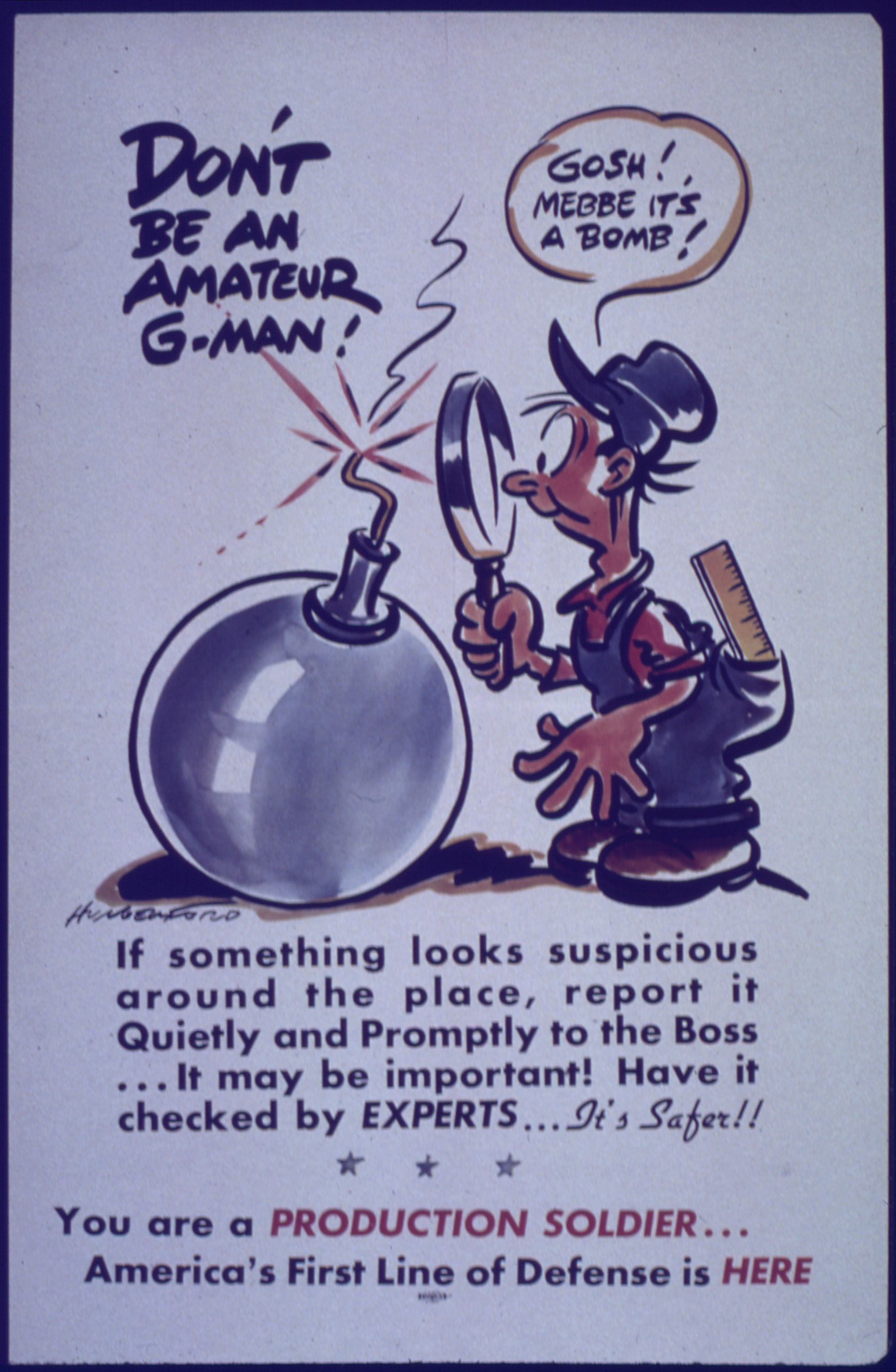
ملصق أمريكي مخصص للداخل الأمريكي خلال الحرب العالمية الثانية «لا تكن جي-مان (رجل حكومي) هاوِِ»

جي-مان G-man (اختصار لـ «رجل الحكومة»، الجمع G-men) هي مصطلح عامي اميركي لوصف عملاء تابعين لـحكومة الولايات المتحدة، يتم استخدامه بشكل خاص كمصطلح لوكيل (agent) من مكتب التحقيقات الفيدرالي الأمريكي (FBI).
G-man هو أيضًا مصطلح يستعمل لأعضاء فرقة G ، وهي في الأساس وحدة شرطة بريطانية مناهضة للمتمردين تعمل خارج قلعة دبلن قبل الاستقلال الأيرلندي في عام 1922، استعمل الكولونيل نيد بروي المصطلح في شهادته الرسمية لمكتب التاريخ العسكري للجيش الأيرلندي في أرشيفهم لـعيد الفصح (1916) وحرب الاستقلال الأيرلندية (1919-1921).

## أصل واستخدام المصطلح في وسائل الإعلام
- وفقًا لقاموس ميريام ويبستر ، تم استخدام مصطلح `G-man` '' لأول مرة في عام 1928.
- أقرب اقتباس في قاموس أكسفورد الإنجليزي للاستخدام الأمريكي لمصطلح "G-man" كان في عام 1930، من سيرة آل كابوني بواسطة FD Pasley.
- ربما يكون هذا اللقب قد نشأ خلال القبض على رجل العصابات جورج «ماشين قن» كيلي في سبتمبر 1933 من قبل عملاء مكتب التحقيقات (BOI)، وهو مكتب سبق تأسيس مكتب التحقيقات الفيدرالي، وعندما وجد كيلي نفسه غير مسلح، زعم أنه صاح: «لا تطلق النار، أيها الجي-مين (G-men)! لا تطلقوا النار!»[1]
- كان المصطلح أساسًا لعنوان فيلم G Men 1935، بطولة جيمس كاغني، والذي كان أحد أفضل الأفلام ربحًا في ذلك العام.
- في عام 1936، تشير سلسلة الأفلام القصيره المهرجون الثلاثة (Stooges) في «ألم في بولمان» إلى كيرلي هاورد بـ "G-man".
- استسلام كيلي الدرامي في فيلم 1959 قصة مكتب التحقيقات الفدرالي . واللقاء مع كيلي ممثال في فيلم Dillinger 1973. تبع الفيلم مسلسل تلفزيوني يدعى ملفين بورفيس: جي مان .
- فرقة موسيقى الروك الإسبانية Hombres G حصلت على اسمها في عام 1983 من الترجمة الإسبانية لـ "G-man" وبعد فيلم جيمس كاغني G Men.[2]
- في سلسلة ألعاب الفيديو هاف-لايف ، التي تم تقديمها في عام 1998، إحدى الشخصيات الرئيسية هي «بيروقراطية شريرة متعددة الأبعاد» تسمى G-Man ، وهو يتحدث بطريقة غامضة ويضع حدا للشخصية الرئيسية غوردون فريمان في نهاية المباراة الأولى.
- يتضمن فيلم 2011 جيه إدغار إشارة إلى مشهد الاستسلام في فيلم 1959 قصة مكتب التحقيقات الفدرالي .
- في فيلم رجال-إكس: الدرجة الأولى، يشير تشارلز كزافييه إلى فريقه باسم "G-Men"، لكن Moira MacTaggart تنص على أنهم شيء مختلف، وتقرر تسمية الفريق "X-Men"، ويجد تشارلز ذلك الاسم مسليًا ويقبل به.
- في لعبة الفيديو لعام 2013 جراند ثفت أوتو 5 ، يُشار أحيانًا إلى الوكلاء الحكوميين الذين تم اكتشافهم طوال اللعبة باسم G-men.